# DriveShaft
DriveShaft er et fiktivt band i tv-serien Lost. I bandet er bl.a. Charlie Pace og hans bror Liam. Man hører stort set kun om en enkelt sang, der går under navnet "You All Everybody."

## Historie
DriveShaft blev stiftet af brødrene Liam og Charlie Pace. Charlie er bandets bassist, til dels guitarist og primære sangskriver, medens Liam træder i karakter som bandets frontman.
De er punkteret på vej til et gig, første gang de hører deres egen sang i radioen.
Bandet opløses pga. Liams falmende deltagelse.

### Oceanic Flight 815-lyttere
Af dem om bord på Oceanic Flight 815, der har hørt DriveShaft kan bl.a. nævnes:
- I første sæsons "Pilot" fortæller Kate Austen i en samtale med Charlie, at hendes veninde ville blive helt vild, når hun fandt ud af at Kate havde snakket med ham.
- I anden sæsons "Everybody Hates Hugo" hører han og hans ven DriveShaft i en pladebutik og beskriver dem som "SuckShaft."
- John Locke har også hørt DriveShaft. Han er overbevist om at deres debutalbum er stærkere end anden album.

| Lost | Spire Denne artikel om tv-serien Lost er en spire som bør udbygges. Du er velkommen til at hjælpe Wikipedia ved at udvide den. |